# 维尔吉尼娅·乔治
维尔吉尼娅·乔治（義大利語：Virginia Giorgi，1914年2月24日—1991年10月6日），生于帕维亚，意大利女子竞技体操运动员。她曾代表意大利获得1928年夏季奥运会体操比赛女子团体全能银牌。她在1991年去世。